# Kvarteret Stallmästaren

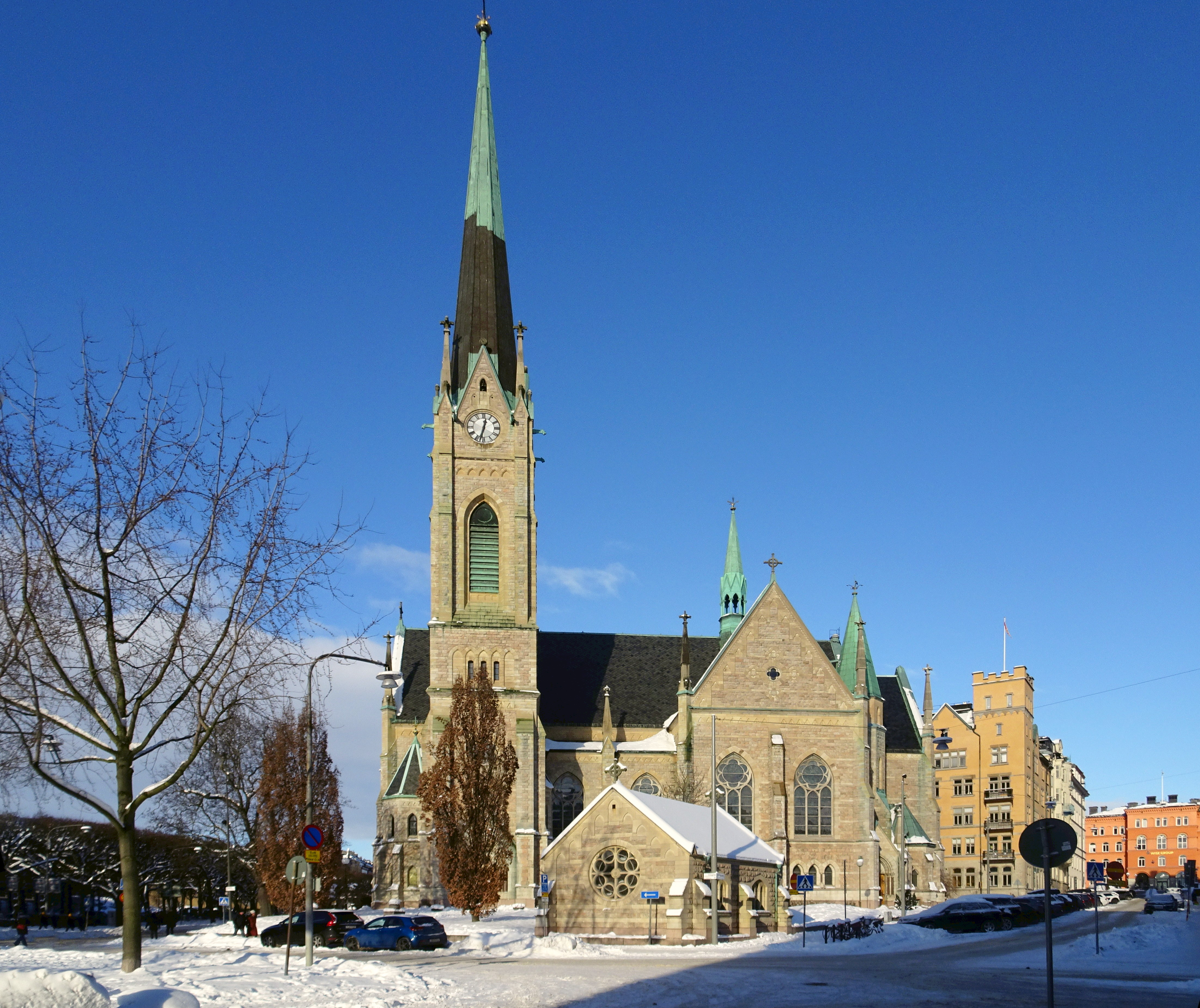
Kvarteret Stallmästaren sett söderifrån med Oscarskyrkan i förgrunden, 2021.

Kvarteret Stallmästaren ligger på Östermalm i Stockholm. Kvarteret har triangulär form och omges av Linnégatan i norr, av Fredrikshovsgatan i sydöst, av Storgatan i syd och av Narvavägen i väster. Inom kvarteret finns flera kulturhistoriskt värdefulla byggnader, bland dem Oscarskyrkan.

## Historik

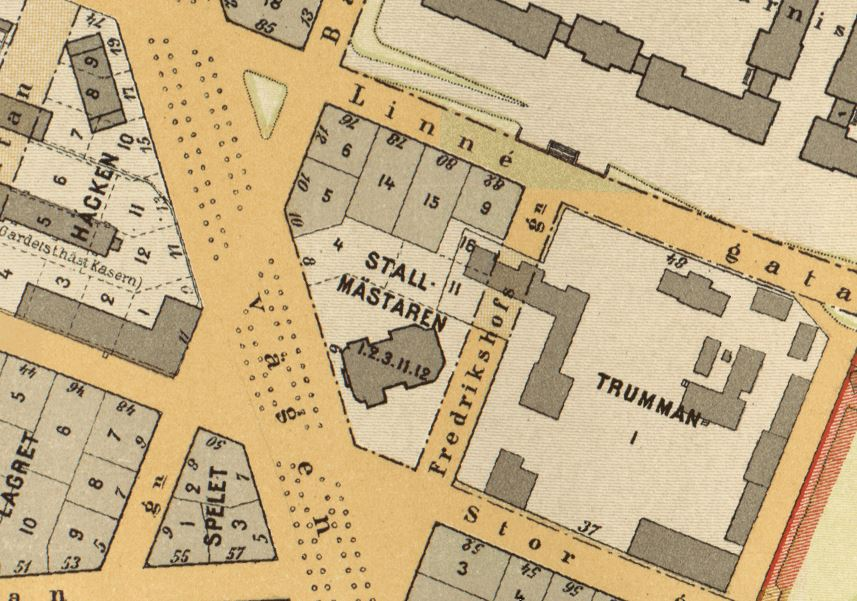
Kvarteret Stallmästaren 1899. Den västra flygeln till Svea Livgardes kaserner finns kvar och sträcker sig in i kvarteret.

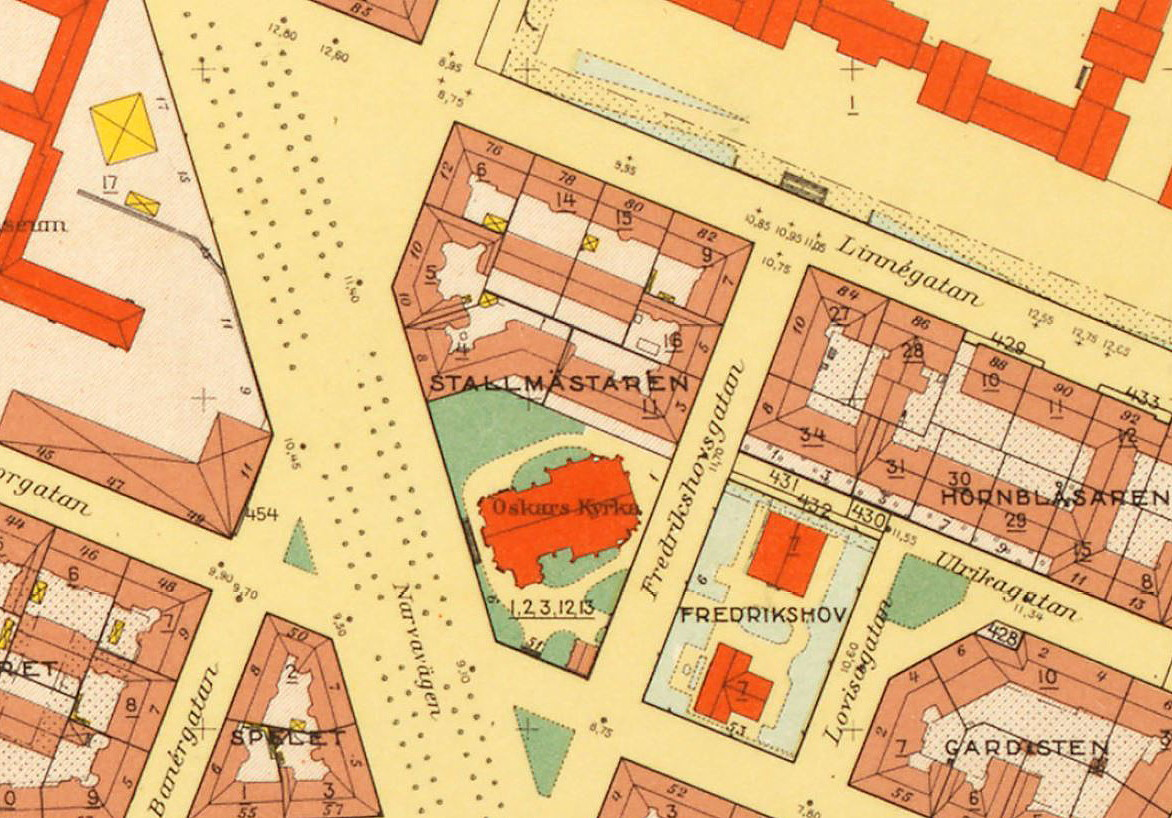
Kvarteret Stallmästaren 1938-1940.

Kvarteret Stallmästaren bildades på 1890-talet när Narvavägen anlades och kvarteren längs med den nya breda allén tillkom som ett resultat av Lindhagenplanen. Innan dess låg här storkvarteret Terra Nova större med Svea Livgardes kaserner. Kvartersnamnet Stallmästaren är troligen inspirerat av kasernerna för Livgardet till häst som låg i dåvarande kvarteret Terra Nova mindre (dagens kvarteret Krubban). Både Terra Nova större och Terra Nova mindre redovisas på Petrus Tillaeus karta från 1733 med nummer 55 respektive 54. Med "terra nova", det "nya landet", avsågs de nya områden på Ladugårdslandet som införlivades 1640 med Stockholms stad.

### Bebyggelse
Stallmästaren indelades i 13 mindre tomter där de norra mot Linnégatan bebyggdes på 1890-talet (flera numera rivna och ersatta av hus från1960- och 1970-talen). De södra fem fastigheterna förvärvades av Hedvig Eleonora församling kring sekelskiftet 1900 som planerade att låta uppföra Oscarskyrkan samt ett kombinerat församlings- och bostadshus för den då nybildade Oscars församling. 
Kyrkan byggdes på Stallmästaren 1, 2, 3, 12 och 13 (idag nummer 1). Grundstenen lades i december 1897 och byggnaden invigdes i september 1903. Invigningen av Oscars församlingshus på Stallmästaren 11 fick vänta till 1907. Det berodde på att en av Livgardes kasernbyggnader på Fredrikshov sträckte sig rakt över den planerade Fredrikshovsgatan och en bit in i kvarteret Stallmästaren österifrån. Byggarbetena på dessa tomter började först efter att livgardet flyttat till Linnégatan och kasernflygeln kunde rivas.
I kvarteret finns tre av Stadsmuseet i Stockholm blåmärkta byggnader vilket betyder "att bebyggelsen bedöms ha synnerligen höga kulturhistoriska värden". En fastighet är grönmärkt av museet och bedöms vara "särskilt värdefull från historisk, kulturhistorisk, miljömässig eller konstnärlig synpunkt".

### Byggnader i urval
- Stallmästaren 1 (Oscarskyrkan), arkitekt Gustaf Hermansson, byggår 1903 (blåmärkt).[3]
- Stallmästaren 4 (bostadshus), arkitekt Hagström & Ekman, byggår 1906 (blåmärkt).[4]
- Stallmästaren 9 (bostadshus), arkitekt Kasper Salin, byggår 1897.[5]
- Stallmästaren 11 (Oscars församlingshem), arkitekt Ludwig Peterson, byggår 1907 (grönmärkt).[6]
- Stallmästaren 16 (bostadshus), arkitekt Hagström & Ekman, byggår 1906 (blåmärkt).[7]
- Stallmästaren 17 (bostadshus), arkitekt Rolf Hagstrand, byggår 1976.[8]

### Bilder

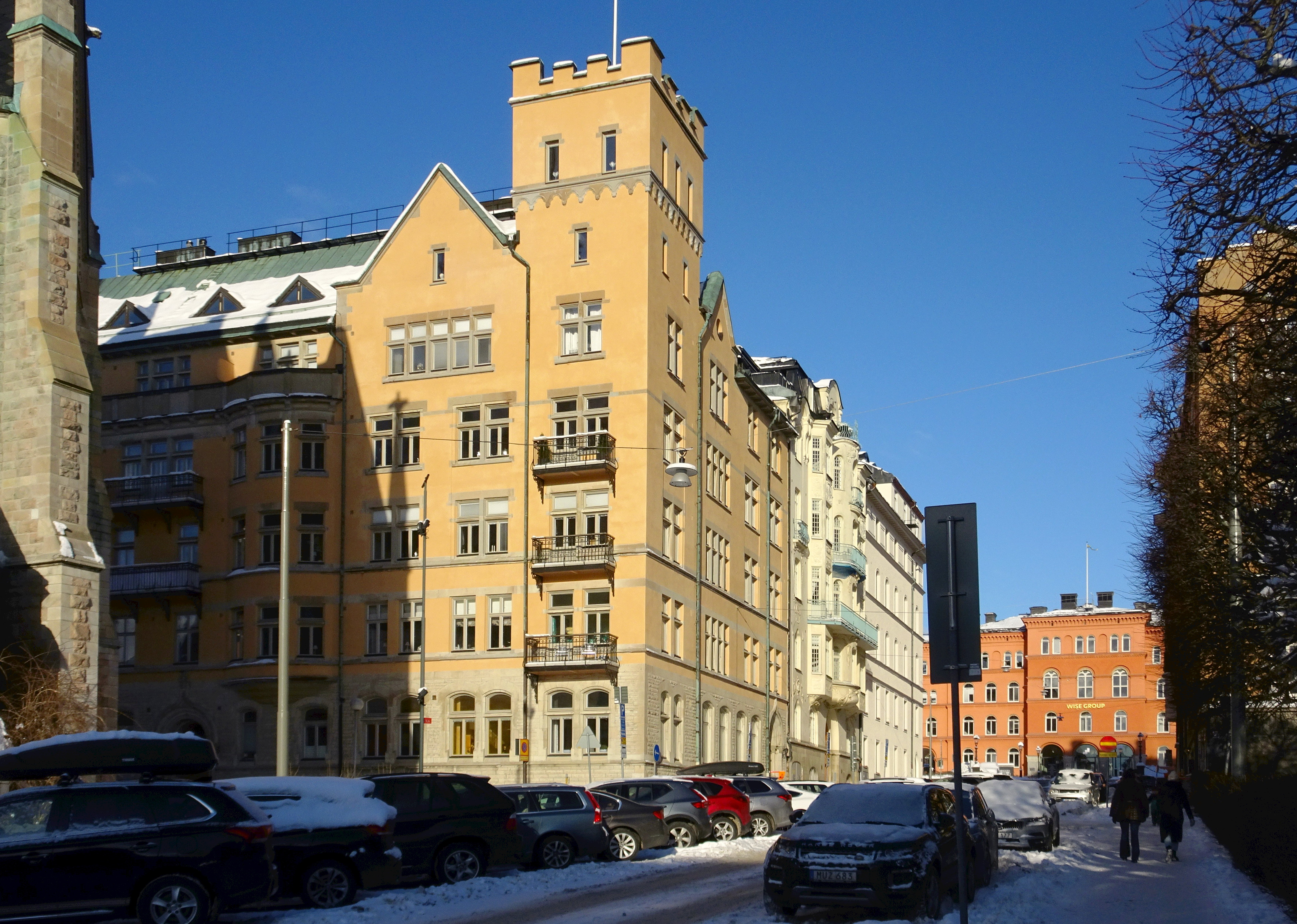
Stallmästaren 11.
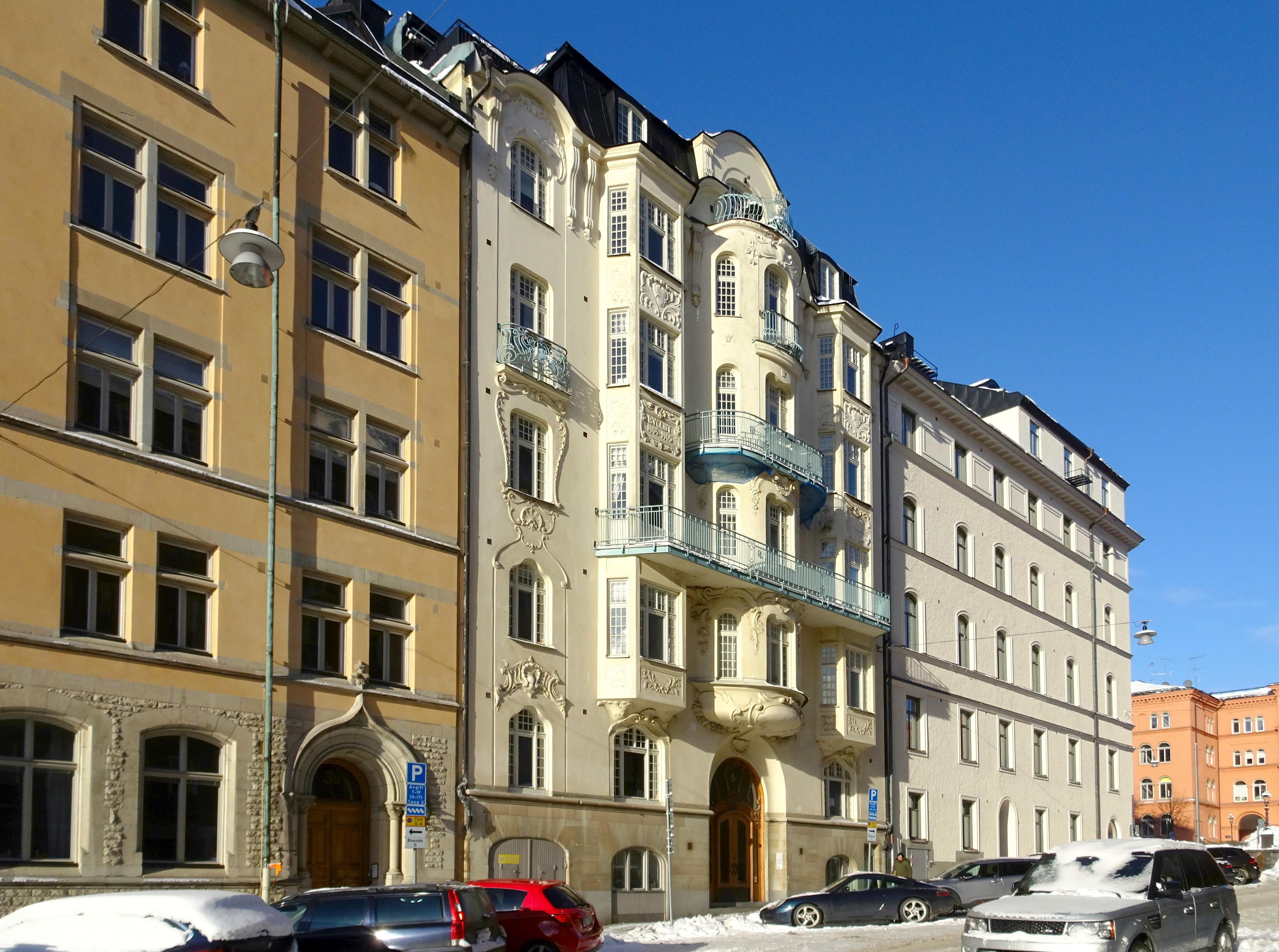
Stallmästaren 11, 16 och 9.
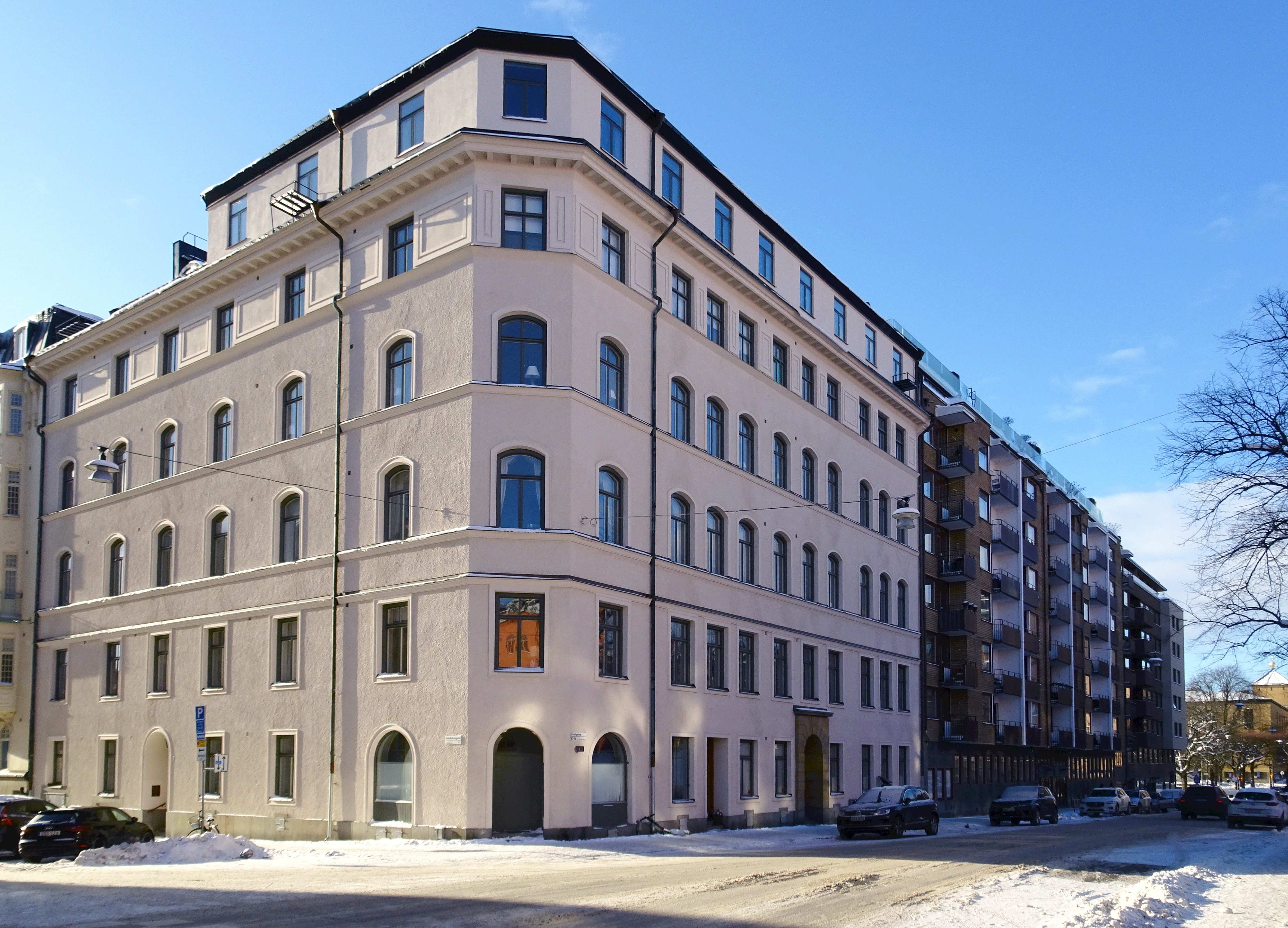
Stallmästaren 9 och 17.
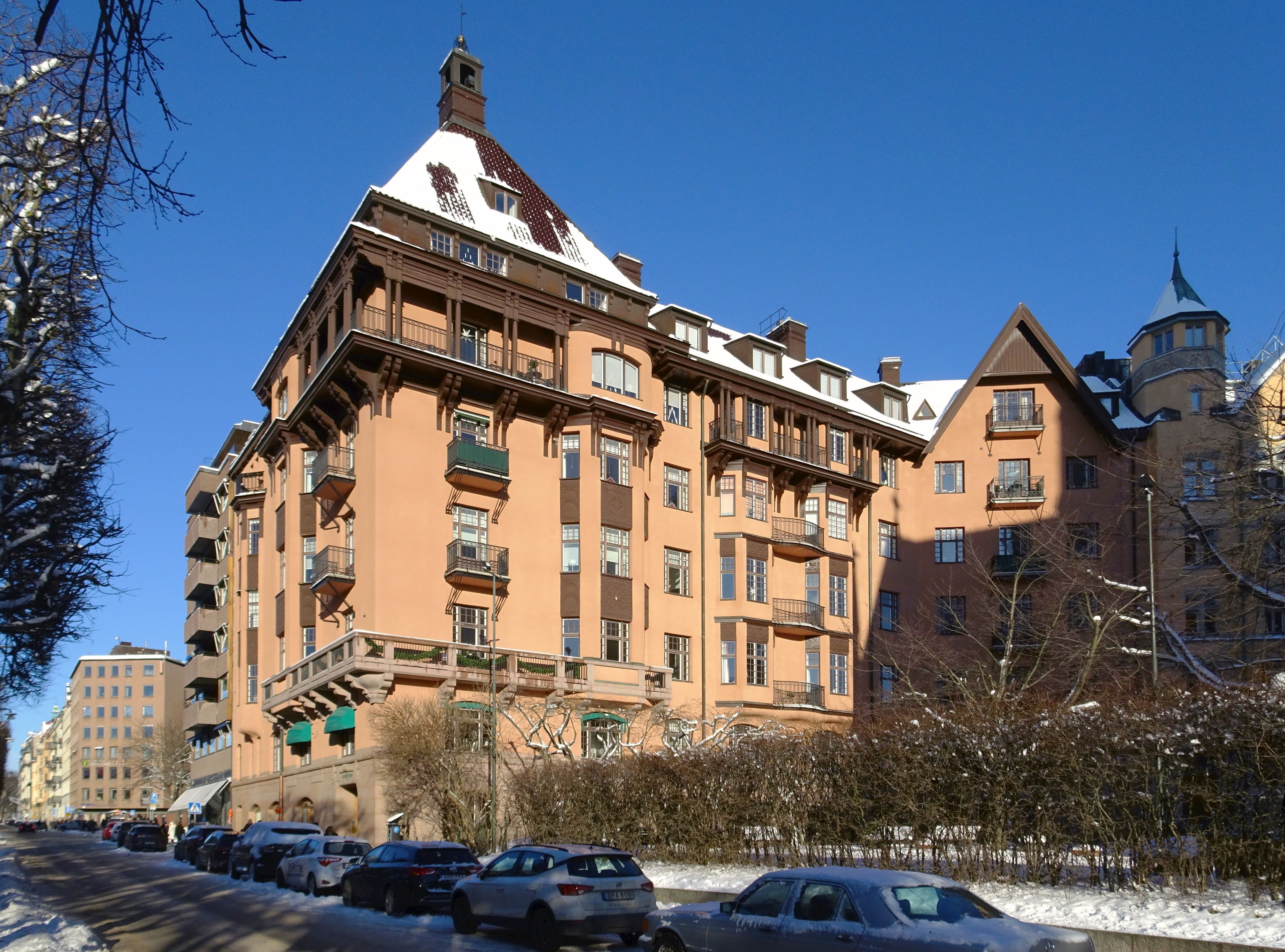
Stallmästaren 4.